# Der Pfarrer und der Tote

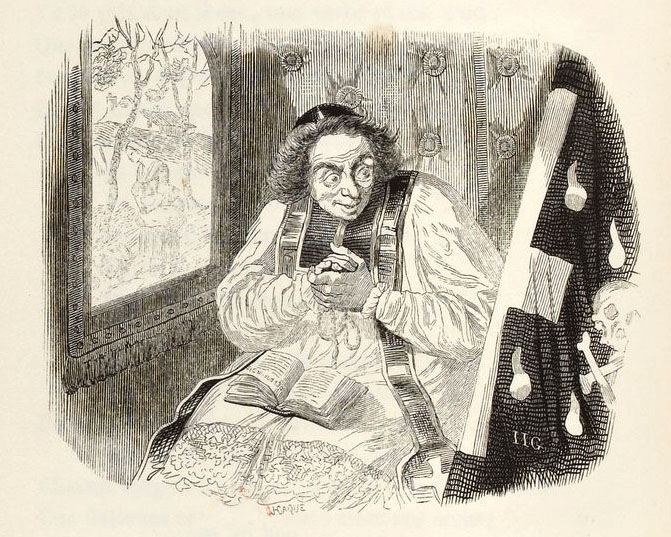
Grandville – Le Curé et le Mort

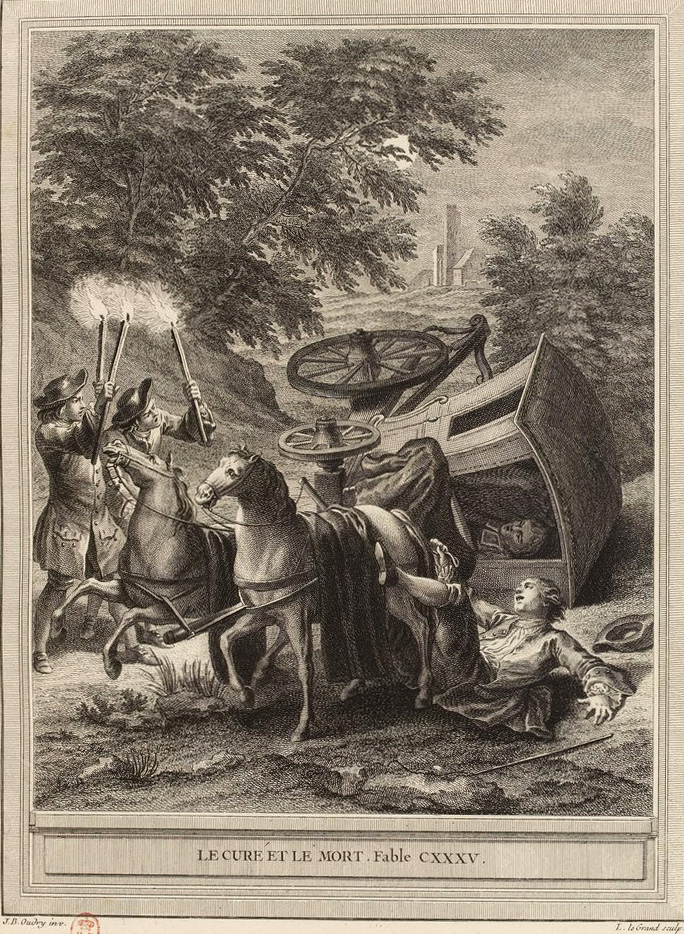
Oudry – Le curé et le mort

Der Pfarrer und der Tote (französisch Le Curé et le Mort) ist die elfte Fabel im siebten Buch der Fabelsammlung des französischen Dichters Jean de La Fontaine (1621–1695). Sie ist eine der wenigen Fabeln von La Fontaine, für die er keine andere Fabel als Vorlage nutzte, sondern eine wahre Begebenheit aus dem Jahr 1672 zum Besten gab. La Fontaine kritisiert darin satirisch die Moral der Geistlichen und schildert zotig, wie sich bei einem Trauerzug der Leichenwagen samt dem darin sitzenden geldgierigen Geistlichen überschlug und ihn umbrachte. Dass es ein wirkliches Ereignis war, geht aus zwei Briefen von Madame de Sévigné hervor, mit der La Fontaine befreundet war. In ihren sarkastischen Briefen wird die stereotype Situation „Der Pfarrer begräbt die Toten“ umgekehrt.
Die Moral verbindet er mit seiner Fabel La Laitière et le Pot au lait, der Milchmädchenrechnung.

## Ursprung
Der Comte de Boufflers, der ältere Bruder des Marschalls Louis-François de Boufflers, war am 14. Februar 1672 eines plötzlichen Todes gestorben. Madame de Sévigné, eine berühmte Briefeschreiberin ihrer Zeit, berichtete am 17. Februar 1672 in einem Brief über den unerwarteten Tod Boufflers und dessen kurze Ehe, die erst im Vorjahr geschlossen worden war. Dann bemerkte sie noch, dass sie seine kleine Witwe gesehen habe, „die, glaube ich, getröstet wird.“ Am 26. Februar 1672 schrieb sie an ihre Tochter, das Besondere an dem Vorfall sei, dass Boufflers nach seinem Tod den Pfarrer tötete, als dieser seinen Sarg in der Kutsche begleitete: « On verse et la bière coupe le cou à ce pauvre curé » (deutsch: „(Die Kutsche) überschlägt sich und der Sarg schneidet diesem armen Priester den Hals ab.“) La Fontaine griff diese Anekdote auf und veröffentlichte seine Fabel Le Curé et le Mort bereits am 9. März 1672, worin er das tragische Ereignis frivol behandelte. La Fontaine hatte Madame de Sévigné wohl eine Kopie des Manuskripts geschickt, denn ebenfalls am 9. März 1672 schrieb sie: „Hier ist eine kleine Fabel von La Fontaine, die er über das Abenteuer des getöteten Priesters von M. de Boufflers schrieb, […] Dieses Abenteuer ist bizarr. Die Fabel ist hübsch, aber es geht nichts auf Kosten derer, die folgen werden. Ich weiß nicht, was dieser Milchtopf ist.“
In seiner Fabel erteilt La Fontaine dem Pfarrer den Namen Messire Jean Chouart, der Rabelais’ Roman Pantagruel entnommen ist, wo die Schamkapsel mit diesem Namen bezeichnet wird. Der Name erhält dadurch eine sexuelle Bedeutung, ähnlich dem englischen „John Thomas“ (für Penis). Des Weiteren bezieht sich La Fontaine auf eine Nichte des Pfarrers. In der französischen Volkstradition bedeutet der Ausdruck „la nièce du curé“ eine Frau, die mit einem zölibatären Priester als dessen angebliche Verwandte zusammenlebt.

## Inhalt und Moral
Still und ernst fuhr ein Toter in einer Karosse seiner letzten Ruhestatt entgegen. Ein Pfarrer mit heiterem Sinn saß im Wagen an seiner Seite und war schon ungeduldig, ihn möglichst schnell ins Grab zu legen. Der Priester sprach fromme Gebete und dann zu dem Verstorbenen: „Herr Toter, lasst’s Euch nicht berühren! Wir geben Euch nach Brauch kirchliche Ehr’; es ist ja nur um die Gebühren!“
Er wandte von dem Toten keinen Blick und rechnete sich aus, wie viel Geld, Kerzen und andere Sporteln er vom Verstorbenen kassieren werde. Der Pfarrer wollte von dem Geld noch einige der besten Weine der Gegend kaufen, und je einen neuen cotillon (Unterrock) für seine Nichte und auch für ihr Zimmermädchen namens Pâquette (Certaine nièce assez proprette/ Et sa chambrière Pâquette/ Devaient avoir des cotillons). Während er so mit Wohlbehagen rechnete, tat es plötzlich einen gewaltigen Schlag und die Kutsche brach entzwei. Der Sarg des Pfarrkinds schlug dem Pfarrer den Schädel ein und so zogen „beide vereint von hinnen.“
Die Moral am Ende der Fabel lautet „All unser Leben, unser Sinnen, dem Pfarrer gleicht’s, der zählt auf seines Toten Kopf, und jener Milchfrau mit dem Topf.“. Die Milchfrau in einer anderen Fabel La Fontaines verschüttet ihre Milch, statt Geld zu machen, und geht genauso leer aus wie der Pfarrer.

## Parallele zur Milchmädchen-Fabel
La Fontaine hat mehrere sogenannte Doppelfabeln geschrieben; die beiden Fabeln vom Milchmädchen sowie die vom Pfarrer und dem Toten sind ein Beispiel dafür. Die Moral von Le Curé et le Mort zitiert daher das Milchmädchen. Beide Fabeln erzählen von Leben und Tod, Komödie und Tragödie, Körper und Seele, behaupten aber dennoch ausdrücklich ihre eigene Textualität und Intertextualität. Die Beziehung zwischen den beiden Fabeln La Laitière et le Pot au lait und Le Curé et le Mort ist ein ausgeklügeltes Netzwerk aus Widerhall und Korrespondenzen, die die Beziehung zwischen beiden Texten bereichern und problematisieren. Das sind verschiedene Codes wie Eigennamen, Kleidung, das Erotische oder die Körpersprache, der soziale, der literarische und der Tier-Code. Beispielsweise Perrette, die Milchmagd: Sie wird nicht von Kopf bis Fuß beschrieben, sondern sie ist nichts als Kopf und Beine, und sie trägt einen cotillon. Auch in der Träumerei des Pfarrers kommt Kleidung vor, und auch hier soll Kleidung mehr enthüllen als verbergen, da er ausgerechnet Unterröcke (cotillons) kaufen will. In der Beschreibung „Der Verstorbene war in einer Kutsche, gut und ordnungsgemäß verpackt, und trug leider ein Kleid, das wir Sarg nennen, …“ (Et vêtu d’une robe, hélas ! qu’on nomme bière, …) ist ein „Echo“ aus der Milchmädchen-Fabel erkennbar bzw. die leicht und kurz angezogene Perrette (Légère et court vêtue…); Unter Verwendung von „vêtu“ (bekleidet), erweiterte La Fontaine die Metapher, um aus dem Sarg ein Kleidungsstück zu machen.
Auffällig ist auch die Ähnlichkeit der Namen: das Milchmädchen heißt Perrette, während der Name des Zimmermädchens beim Pfarrer Pâquette lautet. Der französische Nachname Jean kommt ebenfalls in beiden Fabeln vor. Die Milchmädchen-Fabel endet mit dem Satz „Je suis Gros-Jean comme devant“ - Gros-Jean ist eine sprichwörtliche Bezeichnung für einen Bauern; während in der andern Fabel der Pfarrer Jean Chouart heißt, wie in Pantagruel die Schamkapsel der Hauptfigur Panurge betitelt wird.